# Dům čp. 178 (Strážné)
Dům čp. 178 je přízemní památkově chráněný horský dům v Hořejších Herlíkovicích u Strážného v okrese Trutnov.

## Historie
Dům byl vybudován před rokem 1840, ale přesný časový vývoj stavby je obtížné určit. V první polovině 19. století se zřejmě jednalo o celoroubený dům s kamenným sklepem, na počátku 20. století pak pravděpodobně došlo k přezdění zadní hospodářské části. Stavební úpravy pak pokračovaly ve druhé polovině 20. století, kdy byl odstraněn a přezděn původně bedněný dřevník a do podkroví byla vbudována rozsáhlá vestavba, která exteriér doplnila o nápadné vikýře. V roce 2019 byla budova prohlášena kulturní památkou.

## Architektura
Dům stojí na obdélníkovém půdorysu a je orientován okapovou stranou rovnoběžně s vrstevnicemi. Střecha je sedlová. Jedná se o tradiční trojprostorovou dispozici domu: síň, světnice a hospodářská část s chlévem a komorou, na kterou navazuje dřevník. Síň ve střední části domu je zaklenutá plochými segmentovými klenbami, v přední části je roubená světnice a menší světnička, obě s trámovými záklopovými stropy, hospodářská část s chlévem a komorou je rovněž zaklenuta segmentovými klenbami. Mimo obdélníkový půdorys objektu vystupuje do stráně kamenný mléčný sklep. Nad ním se zřejmě nacházel seníkový vikýř, ten byl ale pravděpodobně počátkem 20. století rozšířen a využíván jako ubytovací jednotky.
Dům má kamennou podezdívku s vyrovnávacím pásem cihel. Roubená konstrukce je okrová s červenými spárami. Bednění podkroví je ze svisle kladených červenohnědých prken s bílými spárami.